# 福井県産業振興施設
福井県産業振興施設（ふくいけんさんぎょうしんこうしせつ）は、福井県越前市瓜生町にある多目的イベントホール。1995年7月29日に開業。通称はサンドーム福井（Sundome Fukui）で、施設案内などではこの名称が使用されている。

## 概要

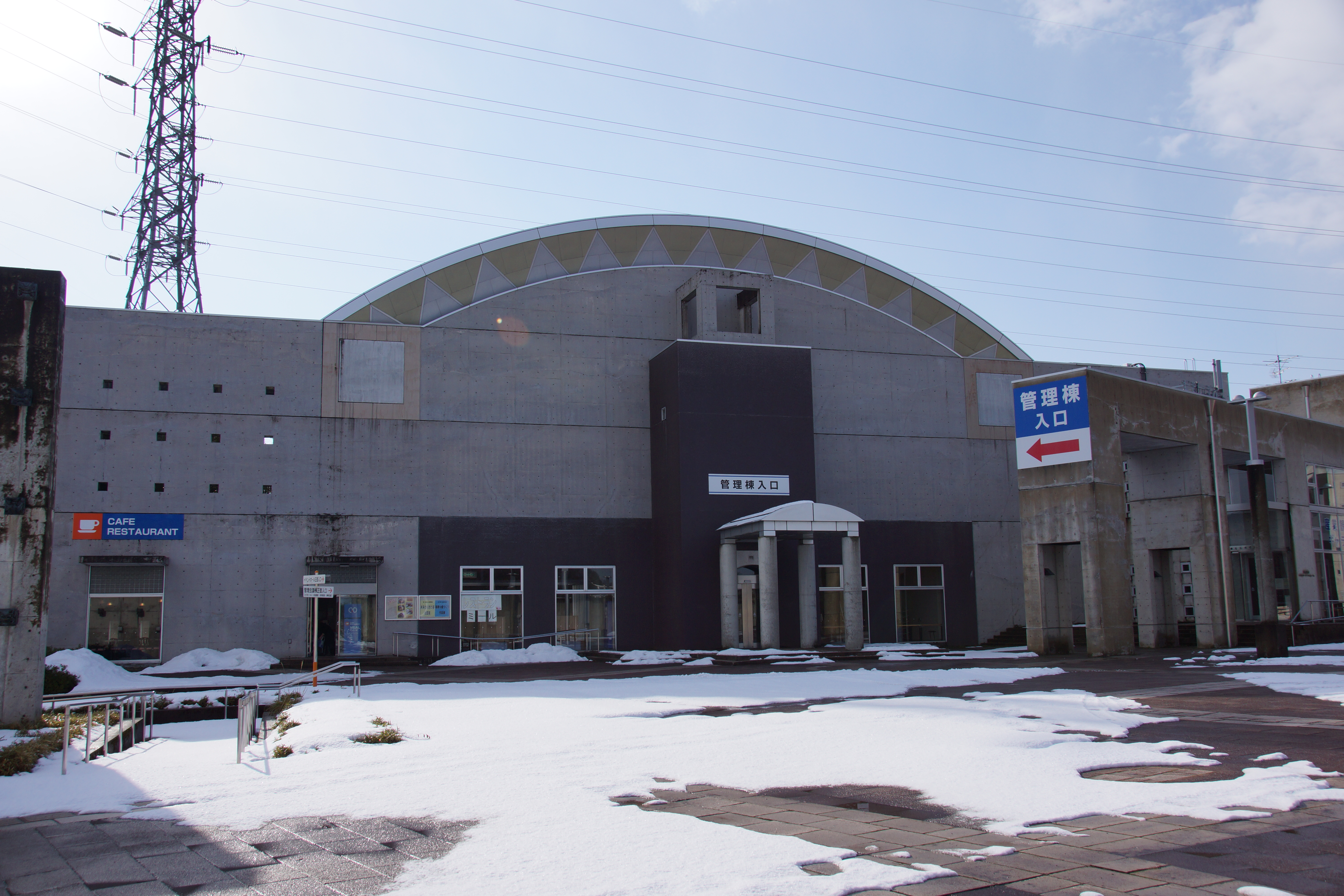
管理会議棟

1995年10月にアジアで初めて開催された世界体操競技選手権のために1993年に建設が開始され、1995年7月に開場。愛称の「サンドーム」は「sun（太陽）」や「産業」「参加」に由来し、日本海側最大級の規模 を持ち最大約1万人が収容可能なイベントホール棟、会議室・小ホール・研修室などからなる管理会議棟の2つから構成される。所在地は管理会議棟のある越前市となっているが、イベントホール棟を越前市と鯖江市の境界線が貫通している。
協同組合福井県建築設計監理協会を主体に設計され、構造設計には川口衛、建築計画には福井大学岡崎研究室が参加。イベントホール棟に採用されたドーム構造の建設には、川口の考案による「パンタアップ工法」が採用された。
1994年設立の財団法人サンドーム福井によって管理・運営されていたが、2006年3月で同法人は解散。同時に指定管理者制度を導入し、2006年4月に財団法人福井県産業会館による運営に移行。福井県は民間の運営を前提に指定管理者制度を導入したが、民間からの応募が無かったことから産業会館と管理面の統合を行った。

## 開催されたイベント等
これまでに展示会、見本市、シンポジウム、スポーツ（野球、ソフトボールなどの一部球技不可）、コンサートなど、多くのイベントが開催されている。こけら落としは、福井県出身である五木ひろしのコンサートであった。
また、1999年のねんりんピック'99福井、2003年の全高総文祭'03福井の総合開会式、2005年の国民文化祭ふくい2005の開会式・オープニングフェスティバルと全国吟詠剣詩舞道祭、第31回世界体操選手権、少林寺拳法国際大会など、国内外の各種スポーツ大会が開催された。
1994年11月には建設中のサンドームで映画『釣りバカ日誌7』のロケが行われた。鈴木建設がサンドームを建設し、鈴木社長（三國連太郎）が視察するという設定。実際に施工した業者は熊谷組・前田建設工業・鹿島建設の共同企業体である。
また、2020年5月には福井県出身のYouTuberカズがドームを貸し切った上で1人でのキャンプに使用、その様子をYouTube上に公開した。

## コンサートを行った主なアーティスト
- SMAP（1996年3月）
- TRF（1996年11月）
- 浜田省吾（1996年12月、2001年10月）
- モーニング娘。（2000年9月、2002年11月、2003年9月、2004年9月）
- B'z（2001年5月、2005年7月、2008年5月、2011年9月、2015年3月、2018年1月、2019年6月）
- 浜崎あゆみ（2005年3月、2008年4月、2009年4月、2010年6月、2011年6月、2012年5月、2013年6月、2015年4月、2016年7月）
- ゆず（2006年3月、2010年1月、2011年3月、2013年1月、2014年8月、2015年12月、2018年6月、2025年1月）
- 松任谷由実（2006年6月、2019年3月）
- 嵐（2006年8月、2016年4月）
- 堂本光一（2006年9月）
- WaT（2006年10月）
- 関ジャニ∞（2007年6月、2008年7月、2009年7月、2012年11月、2015年8月）
- NEWS（2007年12月、2008年11月、2019年4月）
- 倖田來未（2007年10月）
- ケツメイシ（2008年3月、2015年6月、2017年5月、2019年6月）
- 平井堅（2008年6月）
- KinKi Kids（2008年10月）
- 安室奈美恵（2008年11月、2015年9月）
- Mr.Children（2009年3月、2013年3月、2018年11月、2024年8月）
- Coming Century（2009年8月）
- KAT-TUN（2010年6月、2019年9月）
- DREAMS COME TRUE（2010年10月、2014年9月、2016年10月、2017年11月、2021年10月）
- GLAY（2009年11月、2015年1月、2019年11月予定）
- 小田和正（2011年5月、2015年2月、2023年5月、2025年8月）
- コブクロ（2011年6月）
- FUNKY MONKEY BABYS（2012年3月、2013年3月）
- 東方神起（2012年3月、2014年5月、2018年10月、2024年3月、2025年2月）
- FTISLAND（2012年6月）
- 桑田佳祐（2012年10月）
- 中村美律子（2012年12月）
- いきものがかり（2013年9月）
- KARA（2013年11月）
- ポルノグラフィティ（2014年3月、2019年1月）
- EXILE ATSUSHI（2014年4月）
- AAA（2014年7月、2015年5月、2016年7月、2017年6月、2019年7月）
- 福山雅治（2015年1月）
- ゴールデンボンバー（2015年9月）
- ももいろクローバーZ（2015年10月）
- CNBLUE（2015年11月、2017年11月）
- UVERworld（2015年11月）
- 稲葉浩志（2016年1月）
- SHINee（2016年2月、2017年1月）
- E-girls（2016年3月、2018年6月）
- SEKAI NO OWARI（2016年4月、2024年4月）
- Perfume（2016年5月、2025年3月）
- 西野カナ（2016年9月）
- GENERATIONS from EXILE TRIBE（2016年11月、2025年12月）
- ジャニーズWEST（2017年1月）
- back number（2017年3月、2019年8月、2022年6月、2024年8月）
- RADWIMPS（2017年4月）
- Hey! Say! JUMP（2017年8月）
- EXILE THE SECOND（2017年11月）
- Nissy（西島隆弘）（2018年2月）
- RYUJI IMAICHI（2018年8月）
- 米津玄師（2019年2月、2020年2月）
- THE RAMPAGE from EXILE TRIBE（2019年3月、2025年4月）
- サザンオールスターズ（2019年4月）
- THE YELLOW MONKEY（2019年5月）
- WANIMA（2020年2月、3月 コロナウイルスの影響で中止）
- LiSA（2021年11月、2024年12月)
- 藤井風（2023年1月）
- MISIA（2024年1月、2025年1月）
- Vaundy（2024年8月）
- Number_i（2024年10月）
- NiziU（2024年11月）
- FANTASTICS from EXILE TRIBE（2025年9月）
- BE:FIRST（2025年11月）
- 平井大（2026年1月）

## アクセス
公式サイトには以下の記載がある。
鉄道
- 福井鉄道福武線 サンドーム西駅 徒歩15分
- ハピラインふくいハピラインふくい線 鯖江駅 徒歩20分・タクシー3分

自動車
- 北陸自動車道鯖江ICから約5分、武生ICから約7分。両ICからはおもに国道8号（福井バイパス）経由となる。
- 駐車場 約1700台（サンドーム管理分） その他民間駐車場利用

ほか、イベントホール棟での一斉集合・退場型などの大型催事日に、主催者側からバス会社への依頼により北陸新幹線 越前たけふ駅との間にシャトルバスを運行する場合がある。